# Île des Charreauds
L'île des Charreauds ou des Charrauds est une île fluviale de la Charente, située sur la commune de Saint-Genis-d'Hiersac.

## Géographie
Entièrement cultivée, elle se situe entre l'île Saint-Genis à l'est, l'île de Bugerot à l'ouest et l'île Saint-Cybardeaux au sud. 

## Histoire
Les charrauds sont des chaussées en terre glaise, impraticables à certains moments de l'hiver.
Une rue de Saint-Genis-d'Hiersac porte le nom de chemin des Charrauds. 